# Спољни дуг
Спољни дуг (такође екстерни дуг) настаје када се јави дефицит платног биланса као резултат платнобилансне и девизнобилансне неравнотеже у пословању са иностранством, то се финансијски покрива кредитним задужењима у иностранству у висини платног дефицита. Тако настаје екстерна задуженост, тј. дуг дате земље према иностранству. 